# Alois Matoušek
Alois Matoušek (18. října 1853 Tejnka – 25. února 1898 Košíře) byl český úředník, sokolský funkcionář a textař. Spoluzakládal a podílel se na vedení sokolské jednoty v Košířích. Byl autorem příležitostných písní, mimo jiné Čtvrtého července.

## Život
Narodil se 18. října 1853 v Tejnce (zaniklá osada na území dnešní pražské čtvrti Břevnov) jako syn ševcovského tovaryše. V dospělosti bydlel na různých adresách v Košířích. Pracoval jako písař ve smíchovské textilní továrně – kartounce. V dokumentech byl uváděn jako úředník, písař, v úmrtní matrice jako dělník. byl zakladatelem a prvním jednatelem Sokola v Košířích. Pro tento spolek skládal příležitostné písně (viz Dílo).
28. října 1877 se oženil s dcerou krejčího Kateřinou Fialovou. Měli syna, ale jak ten, tak manželka brzy zemřeli. Druhé manželství uzavřel 19. září 1880 s Annou Marií Jungovou, osiřelou dcerou zednického pomocníka, se kterou měl pět synů a tři dcery.
Zemřel v tíživých finančních poměrech, které statečně snášel, 25. února 1898 v Košířích na „vysychání míchy“.

## Dílo
Byl autorem řady písní, které skládal pro společný zpěv na sokolských výletech nebo jimi reagoval na aktuální události. Šířily se převážně ústním podáním, v bližším či vzdálenějším okolí, a mnohé rychle upadly do zapomnění. Jen několik bylo otištěno ve zpěvnících, ale zpravidla bez uvedení autora. Jeho totožnost a životní data připomněl až článek v časopise Věstník sokolský v srpnu 1911.
K jeho známým skladbám patří nebo patříly:
- Čtvrtého července[p 1] (1886), píseň košířských účastníků národní slavnosti v Břevnově, spojené se svěcením tamního sokolského praporu.[5][p 2] Pozdější generace ji někdy zpívaly s úvodními slovy Šestého července,[8] výjimečně Osmý listopade.[9] Hudba pochází z lidové písně Trucovitá milá.[10]
- Čeští rebelanti (Kdyby tak tatík Žižka vstal)[5][p 3]
- Měla jsem milého sokolíka[5][p 4]
- Sokolové, pěkné peří máte[5][p 5]